# Інленд (Небраска)
Інленд (англ. Inland) — переписна місцевість (CDP) в США, в окрузі Клей штату Небраска. Населення — 58 осіб (2020).

## Географія
Інленд розташований за координатами 40°35′43″ пн. ш. 98°13′24″ зх. д. / 40.59528° пн. ш. 98.22333° зх. д. (40.595358, -98.223235).  За даними Бюро перепису населення США в 2010 році переписна місцевість мала площу 0,44 км², уся площа — суходіл.

## Демографія
Згідно з переписом 2010 року, у переписній місцевості мешкали 62 особи в 24 домогосподарствах у складі 20 родин. Густота населення становила 141 особа/км².  Було 26 помешкань (59/км²).
Расовий склад населення:
| - 98,4 % — білих - 1,6 % — осіб інших рас |

До двох чи більше рас належало 0,0 %. Частка іспаномовних становила 4,8 % від усіх жителів.
За віковим діапазоном населення розподілялося таким чином: 27,4 % — особи молодші 18 років, 58,1 % — особи у віці 18—64 років, 14,5 % — особи у віці 65 років та старші. Медіана віку мешканця становила 47,5 року. На 100 осіб жіночої статі у переписній місцевості припадало 87,9 чоловіків;  на 100 жінок у віці від 18 років та старших — 95,7 чоловіків також старших 18 років.